# Julian Holloway
Julian Holloway (* 24. Juni 1944 in Watlington, Oxfordshire; † 16. Februar 2025 in Bournemouth, Dorset) war ein britischer Schauspieler und Synchronsprecher.

## Leben
Holloway wuchs als Sohn des Schauspielers Stanley Holloway auf und schloss 1963 seine Schauspielausbildung an der Royal Academy of Dramatic Art ab. Bereits ab Anfang der 1960er Jahre hatte er erste Film- und Fernsehrollen, wobei seine Spielfilmauftritte zunächst ohne Namensnennung im Abspann blieben. Zwischen 1967 and 1976 spielte er in acht Filmen der Carry-On-Filmreihe. Zu seinen weiteren Auftritten auf der großen Leinwand zählen die Filmkomödie Minirock und Kronjuwelen und der Horrorfilm Die lebenden Leichen des Dr. Mabuse.
Holloway war als Gaststar in zahlreichen auch im deutschsprachigen Raum erfolgreichen Serien vertreten; so war er unter anderem in Mit Schirm, Charme und Melone, Simon Templar und Die Profis zu sehen. Er agierte neben dem siebenten Doktor Sylvester McCoy im dreiteiligen Handlungsbogen Survival, den letzten Folgen der langlebigen Science-Fiction-Serie Dr. Who vor ihrer vorläufigen Absetzung 1989.
1970 arbeitete Holloway erstmals nur mit seiner Stimme, als er den Dialogtext von Christopher Jones in David Leans Melodram Ryans Tochter neu einsprach, da der Regisseur mit dessen Darstellung nicht zufrieden war. 1974 synchronisierte er Horst Janson in dessen Titelrolle des Captain Kronos – Vampirjäger. 1981 produzierte Holloway den Spielfilm Ein perfekter Bruch mit Albert Finney und Martin Sheen in den Hauptrollen, zudem schrieb und produzierte er Anfang der 1970er Jahre zwei Kurzfilme. Er war darüber hinaus auch auf internationalen Bühnen zu sehen, so trat er am Broadway im Musical My Fair Lady als Elizas Vater Alfred P. Doolittle auf; diese Rolle hatte sein Vater Stanley in der gleichnamigen Verfilmung 1964 gespielt.
Ab Anfang der 1990er Jahre war er nur noch selten vor der Kamera zu sehen, und er begann eine zweite Karriere als Synchronsprecher in US-amerikanischen Produktionen. Er sprach unter anderem die Antagonisten in den Zeichentrickserien Wo ist Walter? und James Bond Jr. sowie die Titelrolle in Captain Zed und die Traumpatrouille. In der computeranimierten DreamWorks-Familienserie Ein Löwe in Las Vegas war er als Siegfried Fischbacher zu hören, und zwischen 2010 und 2020 sprach er den Mandalorianer Almec in Star Wars: The Clone Wars. Seit Mitte der 2000er Jahre synchronisierte Holloway zudem Computerspiele, darunter Star Wars: The Old Republic und Diablo III. Als Schauspieler und Synchronsprecher war er an mehr als 140 Produktionen beteiligt.
Holloway hatte 1976 eine kurze Affäre mit Tessa Dahl, der Tochter von Patricia Neal und Roald Dahl. Aus dieser ging die Schriftstellerin Sophie Dahl hervor. Er war später mit den Schauspielerinnen Zena Walker und Debbie Wheeler verheiratet, beide Ehen wurden geschieden.

## Filmografie (Auswahl)

### Fernsehen
- 1961: Mit Schirm, Charme und Melone (The Avengers)
- 1963: Der große Coup(Five to One)
- 1964: Simon Templar (The Saint)
- 1975: Die Füchse (The Sweeney)
- 1978: Die Profis (The Professionals)
- 1982: Der Aufpasser (Minder)
- 1983: Im Wendekreis des Kreuzes (The Scarlet and the Black)
- 1987: The Bill
- 1989: Doctor Who
- 1993: Casualty

### Film
- 1964: Yeah! Yeah! Yeah! (A Hard Day’s Night)
- 1965: Der gewisse Kniff (The Knack ...and How to Get It)
- 1967: Das total verrückte Krankenhaus (Carry On Doctor)
- 1967: Ist ja irre – In der Wüste fließt kein Wasser (Follow That Camel)
- 1967: Minirock und Kronjuwelen (The Jokers)
- 1968: Alles unter Kontrolle – keiner blickt durch (Carry On… Up the Khyber)
- 1969: Das total verrückte Campingparadies (Carry On Camping)
- 1970: Die lebenden Leichen des Dr. Mabuse (Scream and Scream Again)
- 1970: Liebe, Liebe usw. (Carry On Loving)
- 1971: Ein Streik kommt selten allein (Carry On at Your Convenience)
- 1971: Heinrichs Bettgeschichten oder Wie der Knoblauch nach England kam (Carry On Henry)
- 1976: Retter der Nation (Carry On England)
- 1980: Der Löwe zeigt die Krallen (Rough Cut)

## Broadway
- 1993–1994: My Fair Lady